# Николсон (Пенсилванија)
Николсон (енгл. Nicholson) град је у америчкој савезној држави Пенсилванија.

## Демографија
По попису из 2010. године број становника је 767, што је 54 (7,6%) становника више него 2000. године.
| Група             | 2000.       | 2010.       |
| Белци             | 705 (98,9%) | 734 (95,7%) |
| Афроамериканци    | 1 (0,1%)    | 1 (0,1%)    |
| Азијати           | 1 (0,1%)    | 0 (0,0%)    |
| Хиспаноамериканци | 1 (0,1%)    | 11 (1,4%)   |
| Укупно            | 713         | 767         |